# USS Wahoo (SSN-806)
El USS Wahoo (SSN-806) será el quinto submarino nuclear de ataque de la clase Virginia Bloque V de la Armada de los Estados Unidos.

## Construcción
Fue ordenada su construcción a General Dynamics Electric Boat de Groton, Connecticut; el 12 de febrero de 2019.
El 17 de noviembre de 2020 el secretario de la Armada Kenneth J. Braithwaite anunció el nombre USS Wahoo para el SSN-806. Será el tercer buque en llevar este nombre. El primero fue el SS-238 y el segundo el SS-565.